# L'illusione comica
L'illusione comica (L'Illusion comique in lingua francese) è un'opera teatrale in cinque atti scritta da Pierre Corneille nel 1635, messa in scena all'Hôtel de Bourgogne nel 1636 e pubblicata nel 1639.
Quando Corneille scrisse questa commedia aveva 29 anni, ed aveva già scritto altre sette opere teatrali, tra cui tragedie e commedie. L'illusione comica segnò un punto cruciale nella carriera letteraria di Corneille, che dopo quest'opera non scrisse più commedie, eccetto Il bugiardo nel 1644. Può dunque apparire come il culmine di un periodo di apprendistato, il momento in cui l'autore liberò tutto il suo virtuosismo letterario.
Ne L'illusione comica, Corneille condensa tutti i generi teatrali, dimostrando di padroneggiarli appieno: "il primo atto non è che un prologo", "i tre atti seguenti costituiscono una commedia imperfetta", col suo personaggio farsesco, Matamore. La commedia imperfetta piega poi verso la tragicommedia, con episodi di rivalità, prigione e morte. "L'ultimo atto è una tragedia, e tutto questo, cucito insieme, fa una commedia."

## Trama

### Primo atto
Il primo atto comincia all'ingresso di una caverna, nella quale si presentano due personaggi: Pridamant, un padre tormentato per la scomparsa di suo figlio (Clindor), e Dorante. Questi vuole presentare a Pridamant un mago, per liberarlo dall'incantesimo. Il mago, Alcandre, indovina subito la ragione della visita di Pridamant, e gli annuncia che può mostrargli suo figlio grazie ad un oggetto magico. Dorante si allontana, e Alcandre ne approfitta per raccontare a Pridamente che Clindor, dalla sua partenza, ha condotto una vita da vagabondo, e che si è messo al servizio di un "bravo" nella regione di Bordeaux.

### Secondo atto
Alcandre e Pridamant, grazie all'artificio del mago, vedono due "fantasmi" che rappresentano Clindor e il suo padrone, Matamore. Quest'ultimo si sta vantando di improbabili prodezze, aspettando l'arrivo di Isabelle. Questa arriva, accompagnata dal suo pretendente ufficiale, Adraste. Isabelle cerca di scoraggiarlo, ma non riesce nell'intento: Adraste decide di andare a chiedere al padre di Isabelle la mano della fanciulla. Appena si allontana, Matamore e Clindor si fanno avanti. Matamore riprende a vantare le sue prodezze, ma un paggio arriva ad interromperlo. Rimasta sola con Clindor, Isabelle lo assicura del suo amore. Al suo ritorno, Adraste guarda con sospetto a Clindor, temendo di avere in lui un rivale. Lo mette in guardia, ma questi reagisce con fierezza. Lyse, la cameriera di Isabelle, gelosa della sua padrona, propone ad Adraste di aiutarlo a sorprendere i due amanti. Tutti spariscono e restano sulla scena Alcandre e Pridamant.

### Terzo atto
Geronte rimprovera Isabelle, che rifiuta di sposare Adraste. Matamore rivolge a Geronte le sue consuete fanfaronate e questi lo caccia. Matamore lo minaccia da lontano, poi si spaventa e fugge credendo che stiano arrivando i valletti di Geronte.  Sulla scena, invece, arriva Lyse con Clindor che la corteggia fingendo di preferirle Isabelle solo perché è più ricca. Quando Clindor si allontana, Lyse dà sfogo al suo odio. Matamore torna sulla scena, tremante di paura. Quando arrivano Isabelle e Clindor si nasconde. Clindor convince Matamore a lasciar perdere Isabelle. Di nuovo restano soli sulla scena Pridamant e Alcandre. Pridamant è convinto che suo figlio sia morto, ma Alcandre lo rassicura.

### Quarto atto
Monologo tragico di Isabella: Adraste è morto, Clindor è ferito e condannato a morte. Isabella giura di non sopravvivergli, ma arriva Lyse, che dapprima si burla di lei e poi la rassicura: Isabelle e Clindor potranno fuggire insieme la sera stessa con Lyse e il carceriere che ella ha sedotto. Isabelle va a preparare le sue cose. Lyse si rammarica, non odiava tanto Clindor da desiderarne la morte. Isabelle s'imbatte in Matamore che si nasconde da vari giorni. Lei e Lyse si fanno beffe di lui e lo scacciano minacciandolo con i valletti e divertendosi all'idea. Arriva il carceriere per avvertirle che è tutto pronto. Clindor pensa a Isabelle per allontanare la morte imminente. Il carceriere, Lyse e Isabelle entrano nella cella e lo liberano, fuggendo insieme a lui. Alcandre rassicura di nuovo Pridamant e gli annuncia la grande fortuna che attende suo figlio e i suoi compagni.

### Quinto atto
Alcandre chiede a Pridamant di restare in disparte, quando arrivano i giovani eroi, completamente trasformati. La notte, nel giardino di un palazzo, Isabelle appare vestita da principessa, e racconta a Lyse che il suo "perfido sposo" ha dato appuntamento alla principessa Rosine. Arriva Clindor e, scambiando Isabelle per Rosine, le dichiara il suo amore. Sua moglie allora si rivela e gli rimprovera le sue infedeltà, ricordandogli che ha lasciato tutto per seguirlo. Clindor riafferma il suo amore per lei, mentre fa un elogio dell'infedeltà. Ma Isabelle minaccia il suicidio e così egli rinuncia a Rosine, che intanto arriva. Isabelle si nasconde e vede Clindor resistere alle lusinghe di Rosine. Sopraggiungono allora gli sbirri del principe Florilame che uccidono Rosine e Clindor. Isabelle è condotta dal principe, innamorato di lei. Pridamant crolla davanti ai sarcasmi di Alcandre che gli mostra infine suo figlio e gli altri personaggi, vivi, mentre si dividono del denaro. Clindor e i suoi amici sono infatti diventati attori e hanno appena interpretato l'ultimo atto di una tragedia. L'opera termina con l'apologia del teatro e del mestiere di attore fatta da Alcandre a Pridamant per rassicurarlo della buona scelta del figlio.

## Studio dell'opera

### Struttura
L'illusione comica poggia sul motivo del "teatro nel teatro", moltiplicando i livelli di rappresentazione: 
- il primo livello è quello dell'opera completa con il suo destino di inquietudini, di nodi e di risoluzioni;
- il secondo è quello della scena fra Alcandre e Pridamant, al tempo stesso personaggi e spettatori di ciò che si svolge dinanzi a loro;
- il terzo è quello dei giovani, Clindor e Isabelle, e delle loro avventure;
- il quarto e ultimo è quello dell'opera teatrale recitata dai giovani.

### Il teatro del mondo
La complessa struttura dell'opera, basata su incastri successivi (teatro nel teatro) e su un gioco di apparenze ingannevoli (la falsa morte di Clindor), ha lo scopo di sviare lo spettatore. Il gioco delle illusioni s'iscrive nell'idea barocca secondo la quale la vita è un teatro e si vede in questa commedia come Corneille sfrutti questa idea quando si confondono la vera vita di Clindor ed il ruolo che egli recita. Il travestimento, il cambiamento di identità sono altrettanti segni del condizionamento barocco su quest'opera. L'uomo diviene un autentico Proteo. La grotta può ugualmente essere interpretata come una metafora del teatro, con la sua scena e i suoi spettatori.

### L'instabilità del mondo
La linearità della storia è più volte spezzata, numerose digressioni giungono infatti a rompere azioni che s'intersecano e possono restare incompiute (Matamore ritrovato dopo parecchi giorni). La storia principale è intrecciata da storie secondarie. Questa incostanza della diegesi o sviluppo narrativo è rafforzata dall'incostanza amorosa dei personaggi (elogio dell'infedeltà di Clindor: V, 3). Tale instabilità diviene addirittura vorticosa sul finire della commedia, quando Pridamant e con lui il lettore non riescono più a discernere tra la realtà e la finzione.

### Trasgressione della regola delle tre unità?
Si potrebbe credere che ne L'illusione comica vengano trasgredite le tre unità classiche della rappresentazione teatrale: 
- il groviglio degli intrighi rompe l'unità d'azione;
- due anni si snodano tra la fine del quarto atto e l'inizio del quinto, il che è inconciliabile con l'unità di tempo;
- anche l'unità di luogo è messa in crisi, perché il primo atto si apre nella grotta di Alcandre (in Turenna), i tre atti successivi si svolgono a Bordeaux, mentre l'ultimo ha luogo a Parigi.

Si potrebbe dunque concludere che siamo ben lontani dai precetti del teatro classico, che privilegia un intreccio unico che si svolge in una sola giornata e in uno spazio interno, ma Corneille elude tale trasgressione (che, se fosse vera, potrebbe rendere non valida la sua commedia) facendo accadere tutto nella grotta di Alcandre, in poche ore soltanto. Di modo che, considerata dal proscenio - la soglia della grotta di Alcandre dove si tiene Pridamant -, l'opera ben si colloca in un luogo unico; essa inoltre non dura più della rappresentazione stessa; infine la sua azione si concentra sulla visione di Pridamant e sulla "riforma" che Alcandre produce su di lui riguardo alla propria illusione e ai pregiudizi che egli aveva sulla "commedia": le leggi del teatro classico sono dunque presentate come un involucro; esse incastonano il teatro barocco in una bolla cangiante ma che lascia vedere solo "spettri".
Questo rispetto mitigato e paradossale delle regole classiche è spiegato dal fatto che l'opera viene creata durante un periodo di transizione, tra barocco e classicismo. Non è impossibile scorgervi un omaggio al teatro barocco e al tempo stesso una feroce satira di quest'ultimo. Si inciterà in seguito Corneille a conformarsi alle norme del movimento emergente, benché lui stesso dica di considerare L'illusione comica come un "capriccio", uno "strano mostro" (vedi l'Épître dédicatoire e l'Examen del 1660).

### Echi tragici, elementi di classicismo
Benché quest'opera appartenga principalmente al teatro barocco, certi passaggi sono tinti di un colore fortemente tragico che lascia sicuramente intravedere le grandi tragedie classiche che nasceranno in seguito. Malgrado la leggerezza degli intrighi amorosi, il tema della morte si ritrova in effetti a più riprese. Vi è indubbiamente la falsa morte di Clindor che giunge, per un istante, ad immergere l'opera in un'atmosfera tragica, coinvolgendo lo spettatore in sentimenti in cui si mescolano terrore e pietà (incarnati nel personaggio di Pridamant). Quando ci si ricorda che quelle sono le due grandi emozioni teatrali secondo Aristotele, si intuisce facilmente che questo episodio contiene classicismo in nuce.
Ciononostante i passaggi più salienti di questa tematica sono incontestabilmente i monologhi d'Isabelle (IV, 1) e di Clindor (IV, 7). Disperata per il "giudizio iniquo" che condanna "un povero sconosciuto" per il suo "fuoco legittimo", Isabelle progetta la propria morte di eroina tragica e dichiara: "Voglio perdere la vita perdendo il mio amore". Ma ella non si contenta di voler seguire Clindor nella morte, si mette a sperare che il suo trapasso causerà la disperazione del suo "inumano padre". Clindor, dal canto suo, espia le sue passate frivolezze accedendo al rango di eroe tragico nel corso del suo monologo. Chiama a sé i ricordi d'Isabelle per superare la prova della morte ed ecco che ne viene trasfigurato: "muoio troppo glorioso, perché muoio per voi!". Per un istante, sembra ricadere nella paura della morte e nella disperazione ("la paura della morte mi fa già morire"). Nel corso di una lunga ipotiposi ("Vedo il luogo fatale ove la mia morte si prepara"), egli vive con l'immaginazione il suo supplizio. ma è ancora l'immagine d'Isabelle che viene a cancellare questa macabra visione. L'amore gli permette dunque di oltrepassare il pensiero e la paura della morte.

### Miscuglio dei generi teatrali
Come già accennato nell'introduzione, uno dei caratteri salienti de L'illusione comica è la compresenza di più generi teatrali che Corneille, volutamente, sceglie di mescolare o contaminare tra loro, utilizzandoli sapientemente in funzione dei diversi toni che l'opera assume nel corso della vicenda (dal comico al tragico, dall'eroico al farsesco). Ma il ricorso alla contaminazione dei generi non è meramente strumentale alle esigenze narrative: si tratta, infatti, anche di un consapevole e fervente omaggio al mondo e all'arte del teatro contemporaneo, che viene presentato in tutte le sue possibili forme e, infine, esaltato nell'apologia finale pronunciata da Alcandre. Ne L'illusione comica, dunque, la formula del "teatro nel teatro" viene portata alle sue estreme conseguenze: non solo la vita è un teatro, ma è il teatro stesso a diventare scelta e ragione di vita e chiave di lettura di una realtà sempre sfuggente e illusoria.
In questo senso, l'opera si pone soprattutto «come una riflessione sul teatro in termini etici, e non estetici. Il testo si pone molto concretamente, con profondità e con urgenza, le domande: "a che cosa serve il teatro?", "serve il teatro?". E, allargando questi interrogativi sino a investire l'arte tutta, giunge a una risposta assoluta, che non lascia possibilità di dubbio: l'arte, il teatro, è assolutamente necessaria all'uomo, non c'è forma per quanto arcaica d'esistenza che possa fare a meno dell'arte, perché l'arte è più importante della vita o della realtà».
I generi ai quali attinge Corneille nell'opera sono quelli tipici del teatro francese (ed europeo) dell'epoca, quali si erano venuti affermando attraverso le sperimentazioni ed il rinnovamento avvenuti in età rinascimentale e barocca: in particolare sono da ricordare la commedia dell'arte, la pastorale e la tragicommedia.

#### La commedia dell'arte
La commedia dell'arte costituisce la fonte principale del rinnovamento drammatico avvenuto nel teatro francese durante il XVII secolo, sintetizzando al tempo stesso la tradizione popolare e le ricerche estetiche condotte nelle accademie del Rinascimento in Italia. La commedia si fonda sul virtuosismo verbale e fisico dell'attore, senza passare per un testo comune a tutti; ognuno compone il suo ruolo a partire da frammenti (dalla singola frase a un'intera scena) propri del suo personaggio, che conserva le sue caratteristiche da un'opera all'altra – i "tipi fissi" come Arlecchino, Colombina, Pantalone, il Dottore, alcuni dei quali portano una maschera e un costume distintivo. Il personaggio di Matamore e le sue "smargiassate" sono direttamente prese a prestito da questa tradizione (esse risalgono d'altro canto al teatro antico), al pari, più fondamentalmente, della giustapposizione di personaggi galanti e grotteschi. Un altro personaggio che può essere paragonato a Matamore è ad esempio Sganarello, il fedele valletto di Don Giovanni.

#### La pastorale
La pastorale esige in primo luogo uno scenario, quello di una natura idealizzata secondo il modello antico dell'Arcadia, riattualizzato nel XV e XVI secolo in Italia in opere che conobbero una diffusione internazionale, come il Pastor Fido di Guarini e l'Aminta del Tasso, e che trovarono un prolungamento in Francia nel romanzo prezioso, da cui la celebre Astrea di Honoré d'Urfé. Il genere riposa su complesse relazioni sentimentali che punteggiano messe alla prova, sparizioni, false morti, ritrovamenti inattesi, e l'intervento di forze soprannaturali (come quella del mago Alcandre). Nella stessa metà del secolo, la pastorale, lungi dal declinare come troppo spesso si crede, passerà nel campo dell'arte lirica: vi si ricollegano, infatti, tutte le prime opere liriche effettivamente francesi.
Il primo atto prende a prestito parecchie caratteristiche dal genere della pastorale, assai in voga nella prima metà del XVII secolo. La pastorale ripercorreva in uno scenario campestre le avventure sentimentali di pastori e pastorelle, sui quali vegliava la grazia di una natura benigna. Per far chiarezza nel loro cuore, essi consultavano spesso un indovino (o un druido), che era al tempo stesso mago e psicologo.
Così, con la sua cornice campagnola, ubicata in Turenna (I, 1), la sua "grotta" e il suo "mago", L'illusione comica si ricollega apertamente a questo genere, da cui trae ampiamente spunti e atmosfere.

#### La tragicommedia
La tragicommedia utilizza personaggi di qualità più vicini alla realtà quotidiana, posti di fronte a situazioni in cui i sentimenti possono mescolarsi agli affari di Stato - il Cid di Corneille, prototipo del genere, ne fornisce un buon esempio –, senza per questo comportare aspetti comici. Anch'essa in qualità di forma teatrale indipendente finirà per scomparire verso la metà del secolo.

### Brani di rilievo

#### La scena d'esposizione (I, 1)
Con il termine "scena d'esposizione" si intende il prologo di un'opera teatrale, coincidente con la prima o le prime scene del primo atto. Paragonabile all'incipit di un romanzo, essa ha appunto lo scopo di "esporre", cioè di presentare, l'azione, il luogo, l'epoca e i personaggi della storia. Inoltre, svolge anche un ruolo informativo per il lettore o spettatore.
Ne L'Illusion la scena d'esposizione è ambientata in Turenna, in una campagna vicina alla grotta del mago che sta per aiutare Pridamant dandogli notizie di suo figlio Clindor.

#### Il monologo di Clindor (IV, 7)
In questa scena Clindor si rivela com'è veramente, è la sola scena in cui è sincero, in cui non recita un altro ruolo per piacere o per farsi beffe di qualcuno... egli svela il suo amore per Isabelle ed è questo che lo salverà da una morte certa.

#### L'apologia del teatro (V, 5)
Attualmente il teatro
È in un punto così alto che ognun l'adora,
E quel che il tempo vostro vedeva con disprezzo
È oggi l'amore di tutti i buoni spiriti,
La cura di Parigi, il desiderio delle province,
Il divertimento più dolce dei nostri principi,
La delizia del popolo, e il piacere dei grandi:
Occupa il primo posto tra i loro passatempi;
E quelli la cui profonda saggezza vediamo
Col suo illustre zelo conservare tutto il mondo,
Trovano nelle dolcezze d'uno spettacolo così bello
Di che rilassarsi da un così pesante fardello.

## Edizioni
- L'illusion comique comédie. Par monsieur de Corneille, A Lyon: Claude La Rivière, rue Merciere à la Science, 1653
- L'illusion comique; édition présentée par Marie-Henriette Bru; publiée sous la direction de Bernard Chédozeau, Paris: Bordas, 2004, ISBN 2047305705
- L'illusione: commedia in cinque atti; introduzione e note di Ferdinando Neri, Palermo: R. Sandron, 1934
- L'Illusione di Pierre Corneille, saggio e traduzione di Titta Del Valle, Firenze: Vallecchi, 1953
- L'illusione teatrale, di Pierre Corneille; traduzione e appunti di lettura di Vittorio Sereni; appunti di regia di Walter Pagliaro, Milano: Guanda, 1979
- L'illusione comica; versione italiana di Edoardo Sanguineti, Genova: Il melangolo, 2005, ISBN 88-7018-557-5